# Meerbeck
Meerbeck település Németországban, azon belül Alsó-Szászország tartományban. Lakosainak száma 1848 fő (2023. december 31.). Meerbeck Stadthagen és Hespe községekkel határos.

## Népesség
A település népességének változása:
| Lakosok száma | 1965 | 1951 | 1932 | 1933 | 1911 | 1875 | 1848 |
|               | 2015 | 2016 | 2017 | 2019 | 2021 | 2022 | 2023 |